# Trexlertown
Trexlertown es un lugar designado por el censo ubicado en el condado de Lehigh en el estado estadounidense de Pensilvania. En el Censo de 2010 tenía una población de 1988 habitantes y una densidad poblacional de 339,48 personas por km².

## Geografía
Trexlertown se encuentra ubicado en las coordenadas 40°33′31″N 75°35′35″O / 40.55861, -75.59306. Según la Oficina del Censo de los Estados Unidos, Trexlertown tiene una superficie total de 5.86 km², de la cual 5.77 km² corresponden a tierra firme y (1.46%) 0.09 km² es agua.

## Demografía
Según el censo de 2010, había 1988 personas residiendo en Trexlertown. La densidad de población era de 339,48 hab./km². De los 1988 habitantes, Trexlertown estaba compuesto por el 83.4% blancos, el 4.18% eran afroamericanos, el 0.05% eran amerindios, el 8.1% eran asiáticos, el 0% eran isleños del Pacífico, el 1.81% eran de otras razas y el 2.46% pertenecían a dos o más razas. Del total de la población el 4.78% eran hispanos o latinos de cualquier raza.